# Arte ai Giochi della V Olimpiade
Le competizioni d'arte facevano parte dei Giochi della V Olimpiade, questa è stata la prima olimpiade in cui apparsa questa disciplina.
Le competizioni erano divise in cinque categorie (architettura, letteratura, musica, pittura e scultura) per lavori ispirati a tematiche sportive.
Ad un meeting del Comitato Olimpico Internazionale avvenuto nel 1949 si decise di abolire le competizioni di natura artistica, dal 1952 viene disputato un festival artistico che non rientra nelle discipline ufficiali.

## Risultati
| Categoria    | Oro                                                                                   | Argento                                                          | Bronzo        |
| ------------ | ------------------------------------------------------------------------------------- | ---------------------------------------------------------------- | ------------- |
| Architettura | Eugène-Edouard Monod e Alphonse Laverrière ( Svizzera) Progetto di uno stadio moderno | non assegnato                                                    | non assegnato |
| Letteratura  | Pierre de Coubertin ( Francia) Ode allo Sport                                         | non assegnato                                                    | non assegnato |
| Musica       | Riccardo Barthelemy ( Italia) Marcia trionfale olimpica                               | non assegnato                                                    | non assegnato |
| Pittura      | Carlo Pellegrini ( Italia) Sport invernali                                            | non assegnato                                                    | non assegnato |
| Scultura     | Walter Winans ( Stati Uniti) Un trotter americano                                     | Georges Dubois ( Francia) Modello d'ingresso allo stadio moderno | non assegnato |

## Medagliere
Le medaglie sono state assegnate agli artisti, ma i concorsi d'arte non sono più considerati come manifestazioni ufficiali olimpiche dal Comitato Olimpico Internazionale.
Queste medaglie non compaiono nei database CIO, per questo il medagliere non è incluso nella sezione dedicata alle olimpiadi del 1948.
| Posiz. | Nazione     | Oro | Argento | Bronzo | Totale |
| ------ | ----------- | --- | ------- | ------ | ------ |
| 1      | Italia      | 2   | 0       | 0      | 2      |
| 2      | Francia     | 1   | 1       | 0      | 2      |
| 3      | Stati Uniti | 1   | 0       | 0      | 1      |
| 4      | Svizzera    | 1   | 0       | 0      | 1      |
|        |             |     |         |        |        |
| Totale | Totale      | 3   | 1       | 0      | 4      |